# دایمون (اسطوره)
دایمون  یا دایمونیا (به انگلیسی: Daemon)، در پانتئون پاگانیسم، بالای انسان ها، الوهیت های سطح پایینی قرار داشتند که گاهی به آنها «دایمونیا» می گویند. کلمه «دیوها» را از اینجا می‌گیریم، اما اینها لزوماً شیاطین نبودند - برخی خوب بودند، در حالی که برخی بد. آنها به اندازه خدایان المپیا قدرتمند نبودند، اما بسیار قدرتمندتر از انسان ها بودند و می توانستند بر مردم برای خیر یا شر تأثیر بگذارند.

## جان
انسان راستینی که در جان آدمی خانه دارد و چون داوری پس از پیکارهای زندگی تاج بر سر انسان می‌گذارد.

## نگهبان
این انسان راستین دایمون، که نگهداری هر فرد انسان به دستش سپرده شده چون شاهد و نگهبان انسان نیز رفتار می‌کند و زمانی هم حتی نقش یک دادستان را دارد.